# 강유정 (평론가)
강유정(姜由楨, 1975년 12월 15일~)은 대한민국의 영화평론가, 문학평론가 출신 정치인으로 제22대 국회의원이다. 서울특별시 출신으로 고려대학교 국어교육과를 졸업했다. 이후 석사 과정을 거쳐 국어국문학 박사 과정을 거쳤다. 고려대학교 강사 시절에 동아일보의 영화 평론 부문, 조선일보와 경향신문의 문학 평론 부문에서 입상하여 2005년 신춘문예 3관왕이다.
2024년 제22대 국회의원 선거에서 더불어민주당이 주도한 비례연합정당인 더불어민주연합에 문화, 예술계 후보로 비례 9번을 받았다. 선거 기간 더불어민주연합의 대변인으로 활동했다. 개표결과 더불어민주연합이 14번까지 당선되면서 국회의원이 되었다.
국회의원 당선 이후인 2024년 5월 6일, 노종면, 윤종군 의원과 함께 박찬대 원내대표단의 원내대변인에 선임되었다.

## 학력
- 1988년~1991년: 명일여자중학교 졸업
- 1991년~1994년: 한영외국어고등학교 독일어과 졸업

- 1994년~1998년: 고려대학교 국어교육과 학사
- 2001년~2006년: 고려대학교 대학원 국어국문학 박사

## 경력
- 2003년: 고려대학교 국어국문학과 강사
- 2005년: 한국예술종합학교 강사
- 2006년~ 필름 2.0 스텝평론가, 계간 세계의 문학 편집위원, 문화전문지 쿨투라 편집위원
- 강남대학교 글로벌인재대학 한영문화콘텐츠학과 교수
- 고려대학교 한국어문교육연구소 연구교수
- 2024년 2월~2024년 4월: 더불어민주연합 대변인
- 2024년 4월 10일: 대한민국 제22대 국회의원 선거 당선(더불어민주연합 비례대표 9번, 초선)[6][7]
- 2024년 5월~2025년 4월: 더불어민주당[A] 원내대변인[11][12]
- 2024년 11월~2025년 6월: 더불어민주당 이재명 대표 문화특보
- 2025년 1월~2025년 6월: 더불어민주당 문화예술특별위원회 공동위원장
- 2025년 1월~2025년 6월: 더불어민주당 게임특별위원회 공동위원장
- 2025년 6월~: 초대 대통령비서실 대변인

### 의정 활동
- 2024년 5월 30일~2025년 6월 4일: 제22대 국회의원(비례대표, 더불어민주당, 초선)[A]
  - 2024년 6월~2025년 6월: 제22대 국회 전반기 문화체육관광위원회 위원
  - 2024년 6월~2025년 6월: 제22대 국회 전반기 국회운영위원회 위원

## 저서
- 《대화를 이끌어 내는 테마》. 갑진출판사. 1997년. ISBN 8973760122
- 《영화 평론》. 한국영화평론가협회. 2013년. ISBN 9788957870440|
- 《3D 인문학 영화관》. 문학과지성사. 2015년. ISBN 9788932027166

### 공저
- 《펭귄은 왜 바다로 갔을까?》. 꿈결. 2014년. ISBN 9788998400231
- 《싸우는 인문학》. 반비. 2013년. ISBN 9788983714794

## 방송 진행
- KBS 《박은영 강유정의 무비무비》: 2010년~2012년
- KBS 《박은영 강유정의 무비무비 2》: 2014년~
- KBS 저널리즘토크쇼 J 패널
- KBS 제1라디오 《강유정의 영화관, 정여울의 도서관》(2023년 5월 15일~2024년 3월 12일)

## 역대 선거 결과
| 실시년도 | 선거   | 대수 | 직책     | 선거구   | 정당           | 득표수      | 득표율          | 순위         | 당락 | 비고 |
| -------- | ------ | ---- | -------- | -------- | -------------- | ----------- | --------------- | ------------ | ---- | ---- |
| 2024년   | 총선   | 22대 | 국회의원 | 비례대표 | 더불어민주연합 | 7,567,459표 | \| \| 26.69% \| | 비례대표 9번 |      | 초선 |
|          | 26.69% |      |          |          |                |             |                 |              |      |      |

## 소속 정당
| 소속 정당 | 소속 정당      | 소속 기간 | 비고      |
| --------- | -------------- | --------- | --------- |
|           | 더불어민주당   | 2024      | 정계 입문 |
|           | 무소속         | 2024      | 탈당      |
|           | 더불어민주연합 | 2024      | 입당      |
|           | 더불어민주당   | 2024~2025 | 합당      |
|           | 무소속         | 2025~현재 | 탈당      |

## 같이 보기
- 대한민국 제22대 국회의원 선거 더불어민주연합 후보 목록#비례대표